# Антоний (Севрюк)
Митрополит Анто́ний (в миру Анто́н Ю́рьевич Севрю́к; род. 12 октября 1984, Калинин) — епископ Русской православной церкви, митрополит Волоколамский, викарий Патриарха Московского и всея Руси. Настоятель храма Рождества Иоанна Предтечи на Пресне города Москвы. Председатель Отдела внешних церковных связей Московского патриархата (с 7 июня 2022 года).
Тезоименитство: 16 августа (преподобного Антония Римлянина, Новгородского чудотворца).

## Биография
В 1991—1995 годы обучался в средней школе № 19 города Твери. Был крещён в 11 лет. В 1995 году поступил в Тверской лицей.
Во время учёбы в школе нёс послушание алтарника и иподиакона в Воскресенском кафедральном соборе Твери.
В 2002 году окончил Тверской лицей с золотой медалью и поступил в Санкт-Петербургскую духовную семинарию. Во время обучения нёс послушания сотрудника сайта Санкт-Петербургской духовной академии и преподавателя факультативного курса английского языка. Регулярно представлял Санкт-Петербургские духовные школы на различных конференциях и семинарах.
В 2004—2007 годы ежегодно принимал участие в работе летнего православного молодёжного лагеря в Потамитиссе, Кипр, в качестве переводчика и руководителя делегации русских студентов. В 2006 году участвовал в работе семинара молодёжной организации «Синдесмос» в Брюсселе, Бельгия.
В октябре 2006 года в академическом храме во имя святого апостола и евангелиста Иоанна Богослова ректором Санкт-Петербургской духовной академии архиепископом Тихвинским Константином (Горяновым) поставлен во чтеца.
В марте 2007 года направлен на православное отделение богословского факультета Университета Йоенсуу (Финляндия) для прохождения стажировки и написания дипломной работы «Эсхатология в мировых религиях», во время учёбы нёс послушание благочинного Иоанно-Богословского храма при духовной семинарии Финской православной церкви.
В июне 2007 года по возвращении в Санкт-Петербург успешно защитил дипломную работу за курс семинарии на тему «Эсхатология в мировых религиях» и 17 июня окончил Санкт-Петербургскую духовную семинарию по первому разряду, награждён премией имени митрополита Ленинградского и Новгородского Никодима (Ротова). Решением преподавательского совещания принят в число студентов Санкт-Петербургской духовной академии без сдачи вступительных экзаменов.
В сентябре 2007 года назначен стажёром службы коммуникации отдела внешних церковных связей Московского патриархата (ОВЦС МП). По собственным воспоминаниям, «Закончив Санкт-Петербургскую семинарию и поступив в академию, я неожиданно для себя получил приглашение отправиться на стажировку заграницу. Тогдашний председатель ОВЦС митрополит Кирилл (ныне Святейший Патриарх Московский и всея Руси) сказал, что перед отъездом я должен попрактиковаться. Он благословил мне в течение нескольких месяцев потрудиться в Службе коммуникации, а по окончании оговоренного ранее срока предложил остаться работать в Отделе». В октябре того же года стал референтом председателя ОВЦС МП митрополита Смоленского и Калининградского Кирилла (Гундяева).
В сентябре 2008 года назначен преподавателем Смоленской духовной семинарии.
5 февраля 2009 года назначен личным секретарём патриарха Московского и всея Руси Кирилла.

### Монах и священнослужитель
5 марта 2009 года в домовом храме святого праведного Филарета Милостивого Патриарших покоев Свято-Троицкой Сергиевой лавры патриархом Кириллом пострижен в иночество с именем Антоний в честь преподобномученика Антония Валаамского. Это было первое монашеское пострижение, которое совершил патриарх Кирилл после избрания на первосвятительский престол.
8 марта 2009 года в кафедральном соборном храме Христа Спасителя патриархом Кириллом рукоположён во иеродиакона.
1 апреля 2009 года распоряжением патриарха Московского и всея Руси Кирилла назначен руководителем созданного тогда же личного секретариата патриарха Московского и всея Руси.
3 апреля 2010 года в храме Христа Спасителя патриархом Кириллом рукоположён в сан иеромонаха с возложением набедренника. Определён в клир крестового храма Владимирской иконы Божией Матери Патриаршей резиденции в Чистом переулке.
5 июня 2010 года окончил Санкт-Петербургскую духовную академию по первому разряду.
22 марта 2011 года решением Священного синода Русской православной церкви назначен клириком Свято-Николаевского ставропигиального прихода в Риме.
7 апреля 2011 года «за усердное служение Церкви» патриархом Московским и всея Руси Кириллом удостоен права ношения наперсного креста.
8 апреля 2011 года освобождён от должности руководителя личного секретариата патриарха Московского и всея Руси.
30 мая 2011 года решением Священного синода освобождён от должности клирика Николаевского храма в Риме и назначен настоятелем ставропигиального храма в честь святой великомученицы Екатерины в Риме.
28 июня 2011 года указом патриарха Московского и всея Руси Кирилла назначен секретарём администрации приходов Московского патриархата в Италии. По словам историка Н. А. Митрохина, «шокировал православных консерваторов тем, что поцеловал руку папы Бенедикта во время официального приема» 29 сентября 2011 года.
22 июня 2012 года учёный совет Парижской православной семинарии пригласил иеромонаха Антония (Севрюка) к преподаванию в семинарии.
18 июля 2013 года в связи с занимаемой должностью за Божественной литургией на площади перед Успенским собором Свято-Троицкой Сергиевой лавры патриархом Московским и всея Руси Кириллом возведён в сан архимандрита.
23 октября 2014 года решением Священного синода РПЦ включён в состав Межсоборного присутствия Русской православной церкви. Вошёл в состав комиссии по вопросам церковного управления и механизмов осуществления соборности в Церкви и комиссии по вопросам отношения к инославию и другим религиям.
7 октября 2015 года патриархом Кириллом в домовом храме святого праведного Филарета Милостивого Патриарших покоев Свято-Троицкой Сергиевой лавры пострижен в мантию с наречением имени Антоний в честь преподобного Антония Римлянина, Новгородского чудотворца.

### Архиерейство

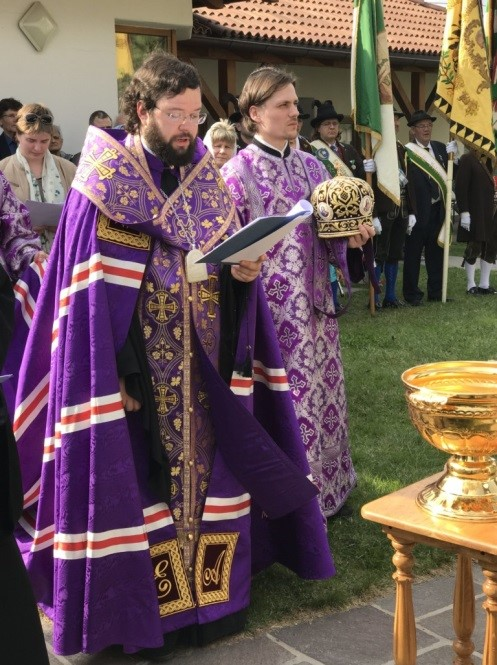
Епископ Антоний, 2017 г.

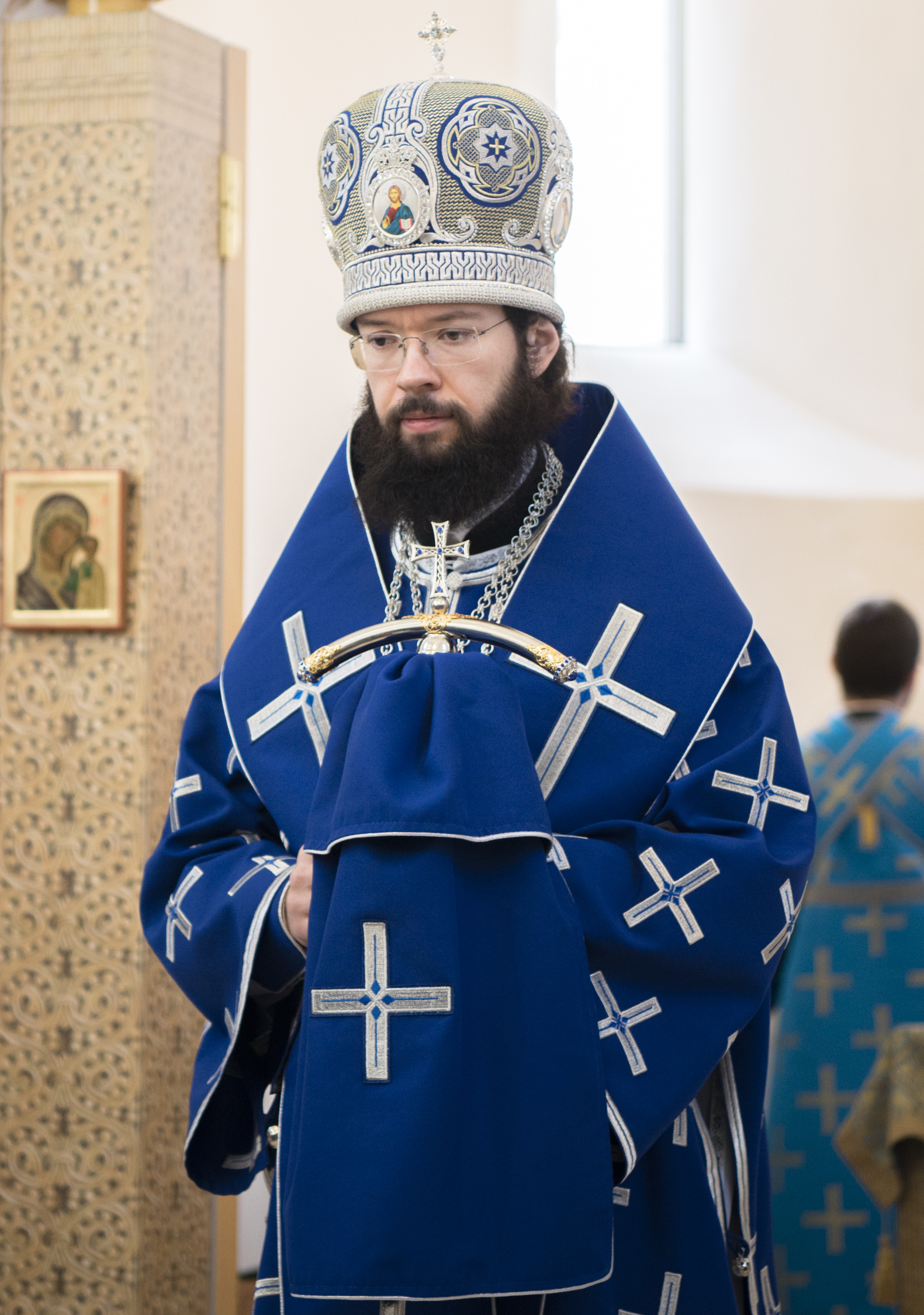
За богослужением в Троицком соборе в Париже, 2020 г.

22 октября 2015 года решением Священного Синода РПЦ избран епископом Богородским, викарием патриарха Московского и всея Руси, также назначен руководителем управления по зарубежным учреждениям Московской патриархии и управляющим приходами Московского патриархата в Италии.
23 октября 2015 года во Введенском соборе Оптиной пустыни наречён во епископа Богородского. 26 октября в соборном храме Смоленской иконы Божией Матери Новодевичьего монастыря Москвы хиротонисан во епископа Богородского. Хиротонию совершили патриарх Московский и всея Руси Кирилл, митрополит Крутицкий и Коломенский Ювеналий (Поярков), митрополит Волоколамский Иларион (Алфеев), митрополит Тверской и Кашинский Виктор (Олейник), митрополит Истринский Арсений (Епифанов), митрополит Ханты-Мансийский и Сургутский Павел (Фокин), архиепископ Петергофский Амвросий (Ермаков), архиепископ Пятигорский и Черкесский Феофилакт (Курьянов), епископ Видновский Тихон (Недосекин), епископ Серпуховской Роман (Гаврилов), епископ Солнечногорский Сергий (Чашин), епископ Балашихинский Николай (Погребняк), епископ Зарайский Константин (Островский).
28 октября 2015 года назначен на должность настоятеля храма Рождества Иоанна Предтечи на Пресне города Москвы.
24 декабря 2015 года решением Священного синода включён в состав Высшего церковного совета.
16 апреля 2016 года решением Священного Синода включён в состав делегации Русской православной церкви для участия во Всеправославном Соборе, однако 13 июня того же года Русская православная церковь отказалась от участия в соборе.
1 февраля 2017 года решением Священного синода включён в состав созданного тогда же организационного комитета по реализации программы общецерковных мероприятий к 100-летию начала эпохи гонений на Русскую православную церковь.
29 июля 2017 года решением Священного синода освобождён от должности управляющего Италийскими приходами Московского патриархата и настоятеля ставропигиального храма святой великомученицы Екатерины в Риме.
11 сентября 2017 года распоряжением патриарха Кирилла назначен временно управляющим Берлинской епархией.
28 декабря 2017 года назначен управляющим Венско-Австрийской и Будапештско-Венгерской епархиями с титулом «Венский и Будапештский» с освобождением от управления Берлинско-Германской епархией и назначен также временным управляющим приходами в Италии.
1 февраля 2018 года в храме Христа Спасителя в Москве патриархом Московским и всея Руси Кириллом возведён в сан архиепископа.
30 мая 2019 года решением Священного синода назначен архиепископом Корсунским и Западноевропейским, Патриаршим экзархом Западной Европы и временным управляющим приходами Московского патриархата в Италии с освобождением от управления Венской и Будапештской епархиями и с сохранением должности руководителя управления Московской патриархии по зарубежным учреждениям. 31 мая в Воскресенском соборе Новодевичьего монастыря Санкт-Петербурга патриархом Кириллом возведён в сан митрополита.
С 8 декабря 2020 года является членом комиссии Межсоборного присутствия по богословию и богословскому образованию.
7 июня 2022 года решением Священного Синода Русской православной церкви назначен председателем Отдела внешних церковных связей, став по должности постоянным членом Священного Синода РПЦ, с освобождением от управления Корсунской епархией. За ним было временно сохранено управление Экзархатом Западной Европы и должность руководителя Управления Московской Патриархии по зарубежным учреждениям.
10 июня 2022 года принял дела от своего предшественника митрополита Илариона (Алфеева). В тот же день в Патриаршей и Синодальной резиденции в Даниловом монастыре в Москве состоялась его первая рабочая встреча с Патриархом Кириллом. По традиции, новоназначенному главе ОВЦС была вручена панагия, которую носили главы Отдела внешних церковных связей. 17 июня 2022 года в Большом зале Отдела внешних церковных связей Московского Патриархата состоялась встреча митрополита Антония с сотрудниками ОВЦС.
5 июля 2022 года включён в состав Совета по взаимодействию с религиозными объединениями при Президенте Российской Федерации.
13 октября 2022 года решением Священного Синода освобождён от должности Патриаршего экзарха Западной Европы с выражением благодарности за понесённые труды.
23 января 2023 года, на фоне вторжения России на Украину внесён в санкционный список Украины лиц «которые, прикрываясь духовностью, поддерживают террор и геноцидную политику» за «пропаганду и поддержку войны против Украины».
24 апреля 2025 года прибыл в Рим для участия в траурных мероприятиях в связи со смертью Папы Римского Франциска.

## Награды
- 2008 — медаль «1020-летие Крещения Руси» I степени
- 2008 — орден Украинской православной церкви «1020 лет Крещения Киевской Руси»
- 2009 — орден Русской православной церкви святого благоверного князя Даниила Московского III степени[42]
- 2010 — Крест святого апостола Марка (Александрийская православная церковь)
- 2012 — орден преподобного Паисия Величковского II степени (Православная церковь Молдовы)
- 2014 — Патриарший знак «700-летие преподобного Сергия Радонежского»
- 2015 — Юбилейная медаль «В память 1000-летия преставления равноапостольного великого князя Владимира»
- 2022 — «Астанинская международная премия за вклад в межрелигиозный диалог» и Почётная медаль Съезда лидеров мировых и традиционных религий[43]
- 2025 — Медаль ордена «За заслуги перед Отечеством» II степени (16 апреля 2025 года) — за заслуги в обеспечении деятельности Совета по взаимодействию с религиозными объединениями при Президенте Российской Федерации[44]

## Публикации
статьи
- 150 лет со дня рождения профессора СПбДА В. В. Болотова // Журнал Московской Патриархии. 2004. — № 3. — С. 72-80.

Интервью:
- «Православный приход в сердце католического мира». // Патриархия.Ru, 10 сентября 2011.
- Иеромонах Антоний (Севрюк): «О Вечном Городе, духовном стержне и Святейшем Патриархе». // «Православие и мир», 10 июля 2012
- «Актуальное интервью» с епископом Звенигородским Антонием // sinfo-mp.ru, 25 сентября 2017